# 波蘭選區
波蘭選區（波蘭語：okręgi wyborcze， (sg.)）由波蘭選舉法規定。
在選舉
- 1：議會、參議院
- 2：地方議會
- 3：歐洲議會方面

可以根據選舉區是單個實體還是較大選舉區的一部分來劃分。每個地區劃分過程中都有許多根據其人口計算的任務。

## 下議院選區列表
- 選區地圖
- 以六邊形各區席次示意圖

| 編號 | 名字 | # 代表數 | 區域 |
| ---- | ---- | -------- | ---- |

## 另見
- 波兰行政区划
- 波兰选举